# Vermivora
Vermivora là một chi chim trong họ Parulidae.